# Малодворное

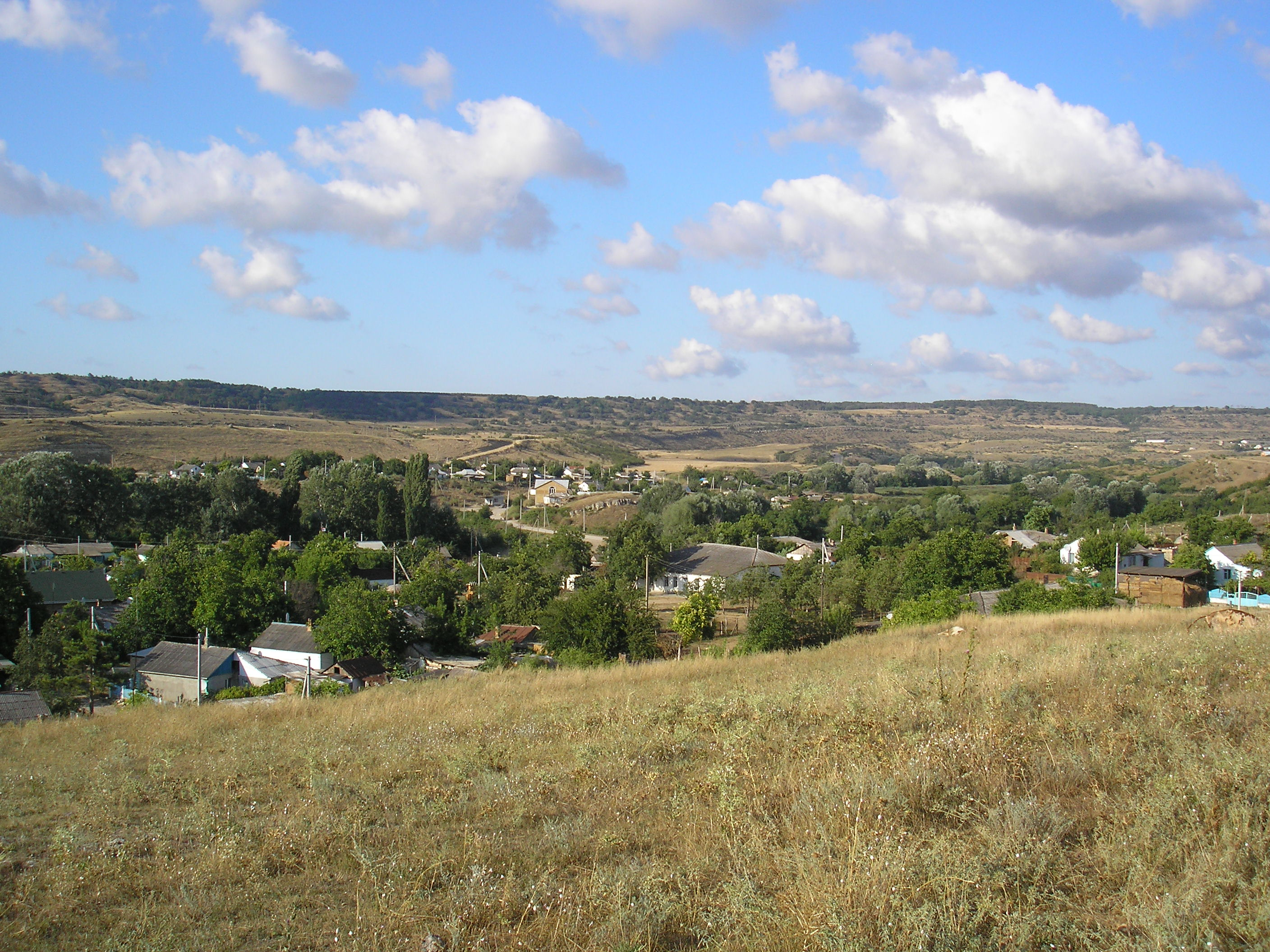
Заречная часть Красной Зари — бывшее Малодворное.

Малодво́рное (до 1948 года Чоткара́; укр. Малодвірне, крымскотат. Çotqara, Чоткъара) — упразднённое село в Бахчисарайском районе Республики Крым, входило в состав Тенистовского сельсовета, до 1968 года включено в состав Красной Зари.

## География
Село располагалось на западе района, в нижнем течении реки Кача, на левом берегу, противоположном к Красной Заре — Ак-Шеиху.

## История
Документов времён Крымского ханства с упоминанием Чоткары, пока не обнаружено, впервые она встречается в Камеральном Описании Крыма 1784 года, как деревня Качи Беш Паресы кадылыка Бахчисарайского каймаканства. После присоединения Крыма к России (8) 19 апреля 1783 года, (8) 19 февраля 1784 года, именным указом Екатерины II сенату, на территории бывшего Крымского Ханства была образована Таврическая область и деревня была приписана к Симферопольскому уезду. После Павловских реформ, с 1796 по 1802 год, входила в Акмечетский уезд Новороссийской губернии. По новому административному делению, после создания 8 (20) октября 1802 года Таврической губернии, деревня включена в состав Актачинской волости Симферопольского уезда.
Согласно Ведомости о всех селениях в Симферопольском уезде состоящих с показанием в которой волости сколько числом дворов и душ… от 9 октября 1805 года, в деревне Чоткара в 12 дворах числилось 65 жителей, исключительно крымских татар, а земли принадлежал неким генерал-майору Гавро а полковнику Афиносу (на военно-топографической карте генерал-майора Мухина 1817 года дворов обозначено 17, После реформы волостного деления 1829 года Чоткару, согласно «Ведомости о казённых волостях Таврической губернии 1829 года», деревню приписали к Дуванкойской волости. На карте 1836 года в деревне 26 дворов, как и на карте 1842 года.
В 1860-х годах, после земской реформы Александра II, деревня осталась в составе преобразованной Дуванкойской волости. Согласно «Списку населённых мест Таврической губернии по сведениям 1864 года», составленному по результатам VIII ревизии 1864 года, Чоткара — общинная татарская деревня, с 18 дворами, 112 жителями и мечетью при реке Каче. По обследованиям профессора А. Н. Козловского начала 1860-х годов, в селении имелись колодцы с пресной водой глубиной 2—4 сажени, а также жители пользовались водой из Качи. На трёхверстовой карте Шуберта 1865—1876 года в деревне зафиксированы 24 двора. На 1886 год в деревне Чотпора, согласно справочнику «Волости и важнѣйшія селенія Европейской Россіи», проживало 141 человека в 30 домохозяйствах, действовала мечеть. X ревизия 1887 года, сведения которой собраны в Памятной книге Таврической губернии 1889 годав Чоткаре зафиксировано 49 дворов и 220 жителей, а на подробной карте 1890 года обозначено 40 дворов с крымскотатарским населением.

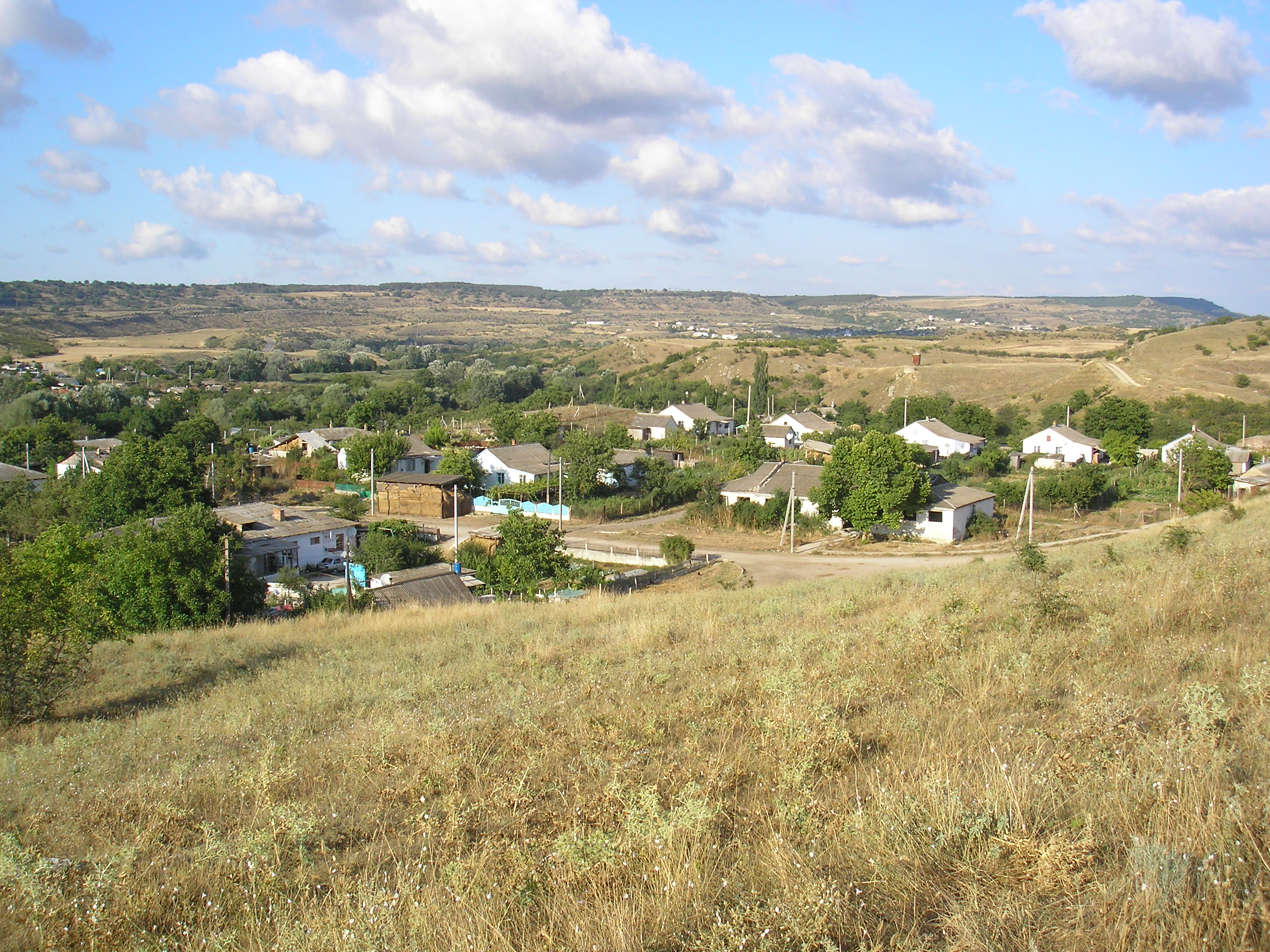
Заречная часть Красной Зари — бывшее Малодворное.

После земской реформы 1890-х годов деревня осталась в составе преобразованной Дуванкойской волости. Согласно «…Памятной книжке Таврической губернии на 1892 год», в деревне Чоткара, входившей в Калымтайское сельское общество, числилось 165 жителей в 33 домохозяйствах, владевшие 355 десятинами земли. По «…Памятной книжке Таврической губернии на 1902 год» в деревне Чоткара, входившей в Калымтайское сельское общество, числилось 225 жителей в 24 домохозяйствах. По Статистическому справочнику Таврической губернии. Ч.II-я. Статистический очерк, выпуск шестой Симферопольский уезд, 1915 год, в деревне Чоткара Дуванкойской волости Симферопольского уезда числилось 38 дворов с татарским населением в количестве 180 человек приписных жителей и 34 — «посторонних».
После установления в Крыму Советской власти, по постановлению Крымревкома от 8 января 1921 года была упразднена волостная система и село вошло в состав Бахчисарайского района Симферопольского уезда, а в 1922 году уезды получили название округов. 11 октября 1923 года, согласно постановлению ВЦИК, в административное деление Крымской АССР были внесены изменения, в результате которых округа были отменены и основной административной единицей стал Бахчисарайский район и село включили в его состав. Согласно Списку населённых пунктов Крымской АССР по Всесоюзной переписи 17 декабря 1926 года, в селе Чоткара Ак-Шеихского сельсовета Бахчисарайского района числилось 78 дворов, из них 75 крестьянских, население составляло 311 человек (160 мужчин и 151 женщина). В национальном отношении учтено: 272 татарина, 37 русских, 1 украинец, 1 грек. По данным всесоюзной переписи населения 1939 года в селе проживало 352 человека.
В 1944 году, после освобождения Крыма от фашистов, согласно Постановлению ГКО № 5859 от 11 мая 1944 года, 18 мая крымские татары Чоткары, составлявшие абсолютное большинство населения, были депортированы в Среднюю Азию, а 12 августа 1944 года было принято постановление № ГОКО-6372с «О переселении колхозников в районы Крыма», по которому в район из Орловской и Брянской областей РСФСР переселялись 6000 семей колхозников.12 августа 1944 года было принято постановление № ГОКО-6372с «О переселении колхозников в районы Крыма» по которому в район планировалось переселить 6000 колхозников и в сентябре 1944 года в район приехали первые новосёлы (2146 семей) из Орловской и Брянской областей РСФСР, а в начале 1950-х годов последовала вторая волна переселенцев из различных областей Украины. С 25 июня 1946 года в составе Крымской области РСФСР. Указом Президиума Верховного Совета РСФСР от 18 мая 1948 года, Чоткару переименовали в Малодворное. 26 апреля 1954 года Крымская область была передана из состава РСФСР в состав УССР. К 1960 году Малодворное присоединили к Красной Заре Тенистовского сельсовета, поскольку на 15 июня 1960 года Малодворное, как отдельный населённый пункт, уже не числилось (согласно справочнику «Крымская область. Административно-территориальное деление на 1 января 1968 года» — в период с 1954 по 1968 годы).

## Динамика численности населения
| - 1805 год — 65 чел. - 1864 год — 112 чел. - 1886 год — 141 чел. - 1889 год — 220 чел. - 1892 год — 165 чел. | - 1915 год — 180/34 чел. - 1902 год — 225 чел. - 1926 год — 311 чел. - 1939 год — 352 чел. |